# José Sand
José Gustavo Sand (Bella Vista, Corrientes, 17 de julio de 1980)es un exfutbolista profesional argentino que se desempeñó como delantero. Es el máximo goleador en la historia de Lanús, con 173 goles y uno de sus ídolos históricos.
Su último club profesional fue Lanús, de la Primera División de Argentina donde disputó 320 partidos, habiendo participado en cuatro de los siete títulos obtenidos por el club, siendo importante en cada uno de ellos, En ese equipo fue el goleador en los dos torneos correspondientes al Campeonato de Primera División 2008-09 (Apertura 2008 y Clausura 2009) y en el Campeonato de Primera División 2016, con 15, 13 y 15 goles respectivamente y se consagró campeón de los torneos Apertura 2007, Campeonato de Primera División 2016, Copa del Bicentenario y Supercopa Argentina 2016.
Fue el goleador de la Copa Libertadores 2017 con nueve tantos, siendo el jugador de mayor edad (37 años y 135 días) en lograrlo en la historia de la competición. Ese mismo año, además, fue el máximo goleador de Argentina en la suma de competiciones, con 27 goles. Es el jugador más veterano en convertir en la historia de la Primera División de Argentina.
Sand hizo 1 Poker, 5 Hat-trick (todos en Lanús) y 30 Dobletes, en total hizo 315 goles en toda su carrera.

## Trayectoria

### Inferiores y debut en Primera
Durante sus primeros años en el deporte, jugó en Deportivo Ferro de la ciudad de Corrientes, en un principio, su posición fue la de arquero, tal y como su hermano Darío Sand, pero según contó él mismo, al recibir un gol, se ponía a llorar, por lo que su madre le pidió al entrenador que lo pusiera a jugar de delantero y allí mostró sus capacidades ofensivas, captando la atención de diversos clubes importantes. Realizó las divisiones inferiores en River Plate, donde marcó 138 goles, y fue durante mucho tiempo el goleador histórico de las inferiores, hasta que fue superado por Federico Andrada. Debutó en Primera División en 1999 con la camiseta de Colón, club donde llegó a préstamo para disputar el Torneo Apertura 1999, en el que jugó cinco partidos y marcó su primer gol como profesional.

### Independiente Rivadavia
En 2001 vistió la camiseta de Independiente Rivadavia de Mendoza.

### Esporte Clube Vitória
En 2001, Sand fue traspasado al Vitória de la Serie A de Brasil, donde jugó 30 partidos y marcó 6 goles.

### Defensores de Belgrano
Luego regresó a Argentina en la temporada 2002-2003, jugando a préstamo en Defensores de Belgrano.

### Vuelta a River, Banfield y Colón
En 2004, Sand retornó a River Plate, siendo su entrenador Leonardo Astrada. Allí permaneció durante dos años, jugando 63 encuentros y marcando 15 tantos, logrando el Torneo Clausura 2004. En la temporada 2005-06 jugó para Banfield, y en 2006 volvió brevemente a Colón.

### Lanús
En 2007 llegó al Club Atlético Lanús, y en su primer campeonato con el club fue el goleador del equipo (con 15 goles en igual cantidad de partidos) que se consagró campeón del Torneo Apertura, el primer título local en la historia del club, bajo la dirección técnica de Ramón Cabrero. En sus años en Lanús, consiguió dos clasificaciones consecutivas a la Copa Libertadores, logrando llegar hasta octavos de final, donde perdió contra el Atlas de Guadalajara. Fue el máximo goleador del Torneo Apertura 2008, con 15 goles en 19 partidos. El 5 de abril de 2009, José Sand alcanzó la marca de 100 goles en su carrera y su gol número 50 con Lanús. En el Torneo Clausura 2009 se consagró como máximo goleador del fútbol argentino por segundo torneo consecutivo, algo que no ocurría desde 1980, cuando Diego Armando Maradona fue el máximo artillero de los torneos Metropolitano y Nacional.

### Al-Ain
El 4 de agosto de 2009, José Sand, llegó a un acuerdo con el Al-Ain Football Club de los Emiratos Árabes Unidos. El club árabe pagó casi siete millones de dólares por el pase del delantero.

### Deportivo de La Coruña
En el mercado de invierno de la temporada 2010-11, fue cedido a préstamo al Real Club Deportivo de La Coruña por seis meses a cambio de 500.000 euros. Además, el club gallego acordó la compra del delantero por tres millones de euros al finalizar la temporada, o de lo contrario debería resarcir al Al-Ain con 500.000 euros adicionales.

### Club Tijuana
Tras solo cinco partidos jugados sin convertir goles y consumado el descenso del Deportivo a la Segunda División, en julio de 2011, fue fichado por el Club Tijuana para encarar el Torneo Apertura 2011.

### Racing Club
Tras un año en la Primera División de México, en julio de 2012 llegó a un acuerdo con el Racing Club por dos temporadas, con posibilidad de extenderse por una más. Su debut con la Academia se dio el 4 de agosto de ese mismo año, en un empate por 1 a 1 frente a Atlético Rafaela en el que falló dos penales. Dos fechas más tarde, en el estadio de Racing, marcó sus primeros dos goles con la camiseta celeste y blanca, ante el eterno rival de La Academia, Independiente, en la victoria por 2-0 en un partido perteneciente a la tercera fecha del Torneo Inicial 2012. Estos fueron, sin embargo, sus únicos goles de la temporada. Habiendo sido fichado por Racing en 2012 con la expectativa de verlo goleador del equipo, firmó su vínculo como el jugador mejor remunerado del plantel; en 24 partidos durante su paso por el club de Avellaneda únicamente marcó los dos goles previamente mencionados.

### Tigre
Finalizada la temporada, Sand se mudó al Club Atlético Tigre. Sand convirtió su primer gol con la camiseta del Matador justamente frente a Racing en la victoria de su equipo por 3-1. Sin embargo, ese fue su único gol en 12 partidos con la camiseta de Tigre.

### Boca Unidos
Firmó para Boca Unidos donde jugó 15 partidos y convirtió 4 goles, volviendo a su natal Provincia de Corrientes, aunque no logró junto con su equipo ascender a la Primera División de Argentina, recuperó allí su cuota goleadora que lo había hecho famoso en Lanús.

### Aldosivi
En el mes de febrero de 2015 firmó para Aldosivi de Mar del Plata. Su 1.er gol fue a Sarmiento de Junín en el empate 2 a 2, su 2.º gol fue a Gimnasia La Plata en la derrota 4 a 1, su tercer gol fue a San Lorenzo en la histórica victoria 1 a 0.
Cuando anotó su 4.º gol fue contra Arsenal de Sarandí el 25 de abril, poniendo el 3 a 0 luego de un excelente pase de Roger Martínez completando una secuencia de tres partidos seguidos convirtiendo goles, todos en el mes de abril.
Anotó su sexto gol del torneo el día 15 de agosto, en la fecha 20 contra su ex equipo, Colón, a los 14 segundos de comenzado el partido. Fue el gol más rápido del año 2015 y uno de los más rápidos de la historia en la Primera División de Argentina. Anotó su séptimo gol en el torneo contra San Martín de San Juan en la victoria 2 a 0 de Aldosivi el día 29 de agosto en la fecha 22.º del torneo. Su octavo gol lo marcaría contra Lanús, en la victoria 3-1 de Aldosivi. El noveno lo marcaría frente a Independiente en una victoria por 1 a 0.
Sus últimos goles con la camiseta del Tiburón los marcaría en la liguilla pre-sudamericana, convirtiendo un doblete frente a Unión de Santa Fe y el primer gol en el partido de ida contra Banfield, luego de una asistencia de Santiago Rosales.

### Regreso a Lanús
Vuelve a Lanús en diciembre del año 2015, a los 35 años de edad. Firma un contrato por 18 meses y es presentado en La Fortaleza.
Contra Defensa y Justicia marca sus primeros goles en su segunda etapa. Luego marcaría su tercer gol en el torneo ante Temperley en la victoria 1-0. Volvería a marcar en la victoria 1 a 0 frente a Atlético Tucumán marcando en los 4 partidos que jugó. Contra San Martín de San Juan marca su 5.º gol consecutivo en el campeonato quedando como goleador del torneo, el resultado del partido fue 2-2. Regresó a los primeros puestos de la tabla de goleadores al marcarle el segundo gol a Boca Juniors en la victoria 2-0. Marcó sus goles 8, 9 y 10 de la temporada frente a Unión de Santa Fe el 4 de abril. El 29 de mayo de 2016 se consagra campeón con Lanús, convirtiendo el tercer gol en la goleada 4-0 a San Lorenzo en la final, obteniendo así su segundo título en el club. En la campaña de campeón de 2007 había sido el máximo goleador del equipo, pero esta vez resulta además el máximo artillero del certamen, marcando la misma cantidad de goles (15) en dos partidos menos.
El 14 de agosto de 2016 se consagró campeón de la Copa del Bicentenario de la Independencia ante Racing Club, tras vencerlo 1-0 en Avellaneda, obteniendo así su tercer título con el Club Atlético Lanús.
Comenzó el campeonato de manera irregular pero el 4 de febrero de 2017 volvió a salir campeón con Lanús de la Supercopa Argentina 2016 frente a River Plate donde anotó el tercer gol de penal y obteniendo el cuarto título en "El Granate".
Máximo goleador de la Copa Libertadores
El 21 de septiembre de 2017 llegó a su gol número 100 como jugador de Lanús frente a San Lorenzo, en los cuartos de final de la Copa Libertadores de América.
Ya en semifinales del torneo, le convirtió dos goles a River Plate que ayudaron a Lanús a la hazaña de remontar un 0-3 en contra en el marcador global y terminar ganando 4-3 la serie, lo que le permitió a Lanús disputar la final del certamen de clubes más importante del continente americano por primera vez en su historia.
El 29 de noviembre de 2017, en el partido de vuelta de la final ante Grêmio de Porto Alegre, donde Lanús cayó por 1-2 (1-3 en el global), Sand anotaría de penal el descuento de su equipo y se convertiría así en el máximo goleador de la Copa Libertadores 2017, con nueve tantos. En ese mismo año calendario, fue también el máximo goleador de Argentina en la suma de competiciones (Primera División de Argentina, Copa Argentina (fútbol), Supercopa Argentina y Copa Libertadores de América), con 27 goles, superando por uno a Darío Benedetto.

### Deportivo Cali
Hasta el 4 de agosto de 2018, el delantero José Sand jugó 18 partidos en la Categoría Primera A de Colombia. Hasta el momento ha convertido nueve goles. Su récord personal hasta el momento es de 465 partidos de Liga con 201 goles (0,432 de promedio), llegando a un total de 551 encuentros con 240 tantos (0,433 de promedio). Su vínculo con la institución caleña es por un año, con opción a extenderlo por seis meses más. El 31 de marzo marca su primer doblete con el club en la goleada 3 por 0 sobre Independiente Santa Fe. En el segundo semestre de la Liga Águila lleva convertido 2 goles en 2 partidos, contra Envigado y Atlético Huila.
En la actual Copa Sudamericána lleva convertidos 2 anotaciones, frente a Danubio de Uruguay y al Bolívar de Bolivia.
El 22 de agosto disputó como titular el partido de ida de los octavos de final de la Copa Sudamericana frente a la Liga de Quito, partido disputado en la ciudad de Quito en donde el experimentado goleador no tendría una de sus mejores noches, ya que llegó a fallar hasta en tres oportunidades ocasiones inmejorables de gol, dos de ellas muy vida.En el partido de vuelta en la Copa Sudamericana hizo el gol del Cali e hizo clasificar al Cali.
En total con el conjunto verdiblanco marcó 14 goles, 3 por Copa Suramericana y 11 por la Liga Colombiana. En diciembre de 2018, no llegó a un acuerdo con los directivos para continuar y no renovó contrato, volviendo a Argentina.

### Tercera etapa en Lanús
En diciembre de 2018, "Pepe" anuncia el regreso a Lanús, luego de dejar atrás sus diferencias con el presidente "Granate" Nicolás Russo. En su retorno como local convierte un gol agónico contra Colón. Contra Gimnasia convierte uno de los 2 goles "Granates". Vuelve a anotar frente a Boca Juniors en la derrota 2-1. Anota en la siguiente fecha contra Rosario Central. Frente a San Martín de Tucumán marca nuevamente y convierte el gol que le da el agónico empate a Lanús frente a San Martín de San Juan en la fecha 22 de la Superliga, el sexto consecutivo desde su regreso.
En el Campeonato 2019-20 anotaría su primer gol en la fecha 3, ante Vélez Sarsfield, de penal en la victoria 3-1 del conjunto "Granate".
En el campeonato 2020 después de 7 meses sin fútbol argentino por el aislamiento preventivo ante la Pandemia de covid-19 se convirtió en el jugador más longevo en convertir en el futbol profesional argentino con 40 años, frente a Boca Juniors en la derrota por 2 a 1.
En julio de 2023 anunciaría sus intenciones de retirarse en el mes de diciembre a sus 43 años, esto luego de la finalización de la copa de la liga correspondiente al segundo semestre del año.

#### Récord como máximo goleador histórico de Lanús
El 6 de octubre de 2019, en la novena fecha del campeonato, convierte un gol frente a Rosario Central, que lo corona junto a Luis Arrieta como el máximo goleador de la historia granate, ambos con 120 anotaciones. Algunas fuentes sostienen que dos de los goles, sujetos a análisis visual, no fueron convertidos por Sand pese a que fueron reconocidos por los árbitros de los respectivos partidos. Sin embargo, otros dos goles que también fueron computados a Sand no se incluyen en el recuento total oficial. Durante la Copa Libertadores 2017, el "Pepe" era el capitán del equipo en el encuentro frente a Chapecoense. En ese encuentro anotó un gol, pero luego el partido se dio por ganado a Lanús por 3-0, por mala inclusión de un jugador en el equipo brasilero. Como el reglamento establecía que los goles eran asignados al capitán, los tres tantos corresponden a Sand.

#### Récord como el jugador más longevo en anotar un gol en la Primera División de Argentina
El 17 de julio de 2021, superó a Ángel Labruna como el jugador más longevo (41 años) en marcar en la Primera División de Argentina al anotar por duplicado frente a Atlético Tucumán en la victoria por 4 a 2 correspondiente a la fecha 1 del torneo.
Exactamente un año después, el 17 de julio de 2022, el día en el cumplió 42 años, volvió a romper ese récord superándose a sí mismo al anotar frente a Godoy Cruz, en la derrota por 2 a 1 en un encuentro correspondiente a la fecha 8 de la Liga Profesional de Fútbol Argentino. Durante el 2022, Sand siguió anotando goles y superando simbólicamente su marca.

#### Otras estadísticas destacables
Posee varios récords que denotan su profesionalismo. Gracias a su persistencia ha logrado mantenerse como figura de su equipo y eso le ha permitido batir varias marcas personales de relevancia: es el máximo goleador del club Lanús, tanto en competiciones oficiales organizadas por la Asociación del Fútbol Argentino, como también por copas internacionales, como la Copa Sudamericana y Copa Libertadores de América. Además Jose Sand es el sexto jugador que más goles le ha marcado a los denominados cinco grandes del fútbol argentino, con un total de 52 tantos.
| Rival                  | PJ | Goles | Promedio |
| ---------------------- | -- | ----- | -------- |
| Independiente          | 24 | 16    | 0,67     |
| Racing Club            | 21 | 12    | 0,57     |
| San Lorenzo de Almagro | 18 | 10    | 0,56     |
| Boca Juniors           | 21 | 8     | 0,38     |
| River Plate            | 13 | 6     | 0,54     |
| Totales                | 97 | 52    | 0,54     |

En el año 2022 y a la edad de 42 años recibió el premio Alumni al mejor jugador del torneo otorgado por la Asociación del Fútbol Argentino.

#### Retiro
Sand hizo tanto su última aparición en el club y su retiro del fútbol el 11 de noviembre de 2023, en la fecha 13 de la Copa de la Liga Profesional de ese año, a la edad de 43 años y culminando una carrera de 24 años, al ingresar a un partido contra el Racing Club en el estadio Ciudad de Lanús-Néstor Díaz Pérez en el minuto 50, en sustitución de Lautaro Acosta, Racing Club ganaría el partido por un marcador de 2 a 0.

## Selección nacional
Ha sido internacional con la selección de fútbol de Argentina. Fue citado por el entonces técnico, Alfio Basile, para el partido por la décima fecha de las eliminatorias para la Copa Mundial de 2010 frente al seleccionado de Chile, ingresando a los 82 minutos en reemplazo de Esteban Cambiasso, en el encuentro que su equipo terminó perdiendo por 1 a 0 en Santiago de Chile.
El 20 de mayo de 2009, fue nuevamente convocado a la Selección por Diego Maradona, para un partido amistoso contra Panamá, en la ciudad de Santa Fe. Jugó los primeros 45 minutos y fue sustituido, al igual que varios de sus compañeros, para que jugaran los 18 concentrados.

## Estadísticas
- Actualizado a fin de carrera deportiva.

| Club                                  | Temporada     | Liga  | Liga  | Copas Nacionales | Copas Nacionales | Torneos Internacionales | Torneos Internacionales | Otros | Otros | Total | Total | Media goleadora |
| Club                                  | Temporada     | Part. | Goles | Part.            | Goles            | Part.                   | Goles                   | Part. | Goles | Part. | Goles | Media goleadora |
| ------------------------------------- | ------------- | ----- | ----- | ---------------- | ---------------- | ----------------------- | ----------------------- | ----- | ----- | ----- | ----- | --------------- |
| Colón Argentina                       | 1999-00       | 5     | 1     | -                | -                | -                       | -                       | -     | -     | 5     | 1     | 0.2             |
| Colón Argentina                       | 2006-07       | 24    | 7     | -                | -                | -                       | -                       | -     | -     | 24    | 7     | 0.29            |
| Colón Argentina                       | Total         | 29    | 8     | 0                | 0                | 0                       | 0                       | 0     | 0     | 29    | 8     | 0.28            |
| Independiente Rivadavia Argentina     | 2000-01       | 17    | 0     | -                | -                | -                       | -                       | -     | -     | 17    | 0     | 0               |
| Independiente Rivadavia Argentina     | Total         | 17    | 0     | 0                | 0                | 0                       | 0                       | 0     | 0     | 17    | 0     | 0               |
| Vitória · Brasil                      | 2001          | 13    | 4     | -                | -                | -                       | -                       | 5     | 0     | 18    | 4     | 0.22            |
| Vitória · Brasil                      | Total         | 13    | 4     | 0                | 0                | 0                       | 0                       | 5     | 0     | 18    | 4     | 0.22            |
| Defensores de Belgrano Argentina      | 2002-03       | 47    | 20    | -                | -                | -                       | -                       | -     | -     | 47    | 20    | 0.43            |
| Defensores de Belgrano Argentina      | Total         | 47    | 20    | 0                | 0                | 0                       | 0                       | 0     | 0     | 47    | 20    | 0.44            |
| River Plate Argentina                 | 2003-04       | 16    | 7     | -                | -                | 2                       | 0                       | -     | -     | 18    | 7     | 0.39            |
| River Plate Argentina                 | 2004-05       | 26    | 1     | -                | -                | 13                      | 3                       | -     | -     | 39    | 4     | 0.10            |
| River Plate Argentina                 | Total         | 42    | 8     | 0                | 0                | 15                      | 3                       | 0     | 0     | 57    | 11    | 0.19            |
| Banfield Argentina                    | 2005-06       | 33    | 10    | -                | -                | 4                       | 0                       | -     | -     | 37    | 10    | 0.27            |
| Banfield Argentina                    | Total         | 33    | 10    | 0                | 0                | 4                       | 0                       | 0     | 0     | 37    | 10    | 0.27            |
| Lanús Argentina                       | 2007          | 16    | 15    | 0                | 0                | 4                       | 2                       | -     | -     | 20    | 17    | 0.67            |
| Lanús Argentina                       | 2008          | 33    | 22    | 0                | 0                | 8                       | 4                       | -     | -     | 41    | 26    |                 |
| Lanús Argentina                       | 2009          | 18    | 13    | 0                | 0                | 4                       | 2                       | -     | -     | 22    | 15    | 0.63            |
| Lanús Argentina                       | 2016          | 17    | 15    | 1                | 0                | 0                       | 0                       | -     | -     | 18    | 15    | 0.88            |
| Lanús Argentina                       | 2016-17       | 29    | 15    | 6                | 5                | 2                       | 0                       | -     | -     | 37    | 20    | 0.56            |
| Lanús Argentina                       | 2017-18       | 6     | 5     | 1                | 0                | 14                      | 9                       | -     | -     | 20    | 14    | 0.67            |
| Lanús Argentina                       | 2018-19       | 14    | 7     | 0                | 0                | 0                       | 0                       | -     | -     | 14    | 7     | 0.53            |
| Lanús Argentina                       | 2019-20       | 23    | 12    | 6                | 3                | 1                       | 0                       | -     | -     | 28    | 15    | 0.41            |
| Lanús Argentina                       | 2020 (*)      | -     | -     | 5                | 3                | 9                       | 4                       | -     | -     | 14    | 7     | 0.50            |
| Lanús Argentina                       | 2021          | 24    | 15    | 15               | 7                | 5                       | 2                       | -     | -     | 44    | 24    | 0.55            |
| Lanús Argentina                       | 2022          | 20    | 7     | 12               | 2                | 8                       | 3                       | -     | -     | 40    | 12    | 0.25            |
| Lanús Argentina                       | 2023          | 11    | 2     | 10               | 1                | -                       | -                       | -     | -     | 21    | 3     | 0.5             |
| Lanús Argentina                       | Total         | 211   | 128   | 56               | 121              | 55                      | 26                      | -     | -     | 320   | 173   | 0.55            |
| Al-Ain · EAU                          | 2009-10       | 20    | 24    | 8                | 5                | 5                       | 4                       | -     | -     | 33    | 33    | 1               |
| Al-Ain · EAU                          | 2010-11       | 10    | 7     | 6                | 4                | -                       | -                       | -     | -     | 16    | 11    | 0.69            |
| Al-Ain · EAU                          | Total         | 30    | 31    | 14               | 9                | 5                       | 4                       | 0     | 0     | 49    | 44    | 0.9             |
| R. C. Deportivo de La Coruña · España | 2010-11       | 5     | 0     | -                | -                | -                       | -                       | -     | -     | 5     | 0     | 0               |
| R. C. Deportivo de La Coruña · España | Total         | 5     | 0     | 0                | 0                | 0                       | 0                       | 0     | 0     | 5     | 0     | 0               |
| Tijuana · México                      | 2011-12       | 34    | 12    | -                | -                | -                       | -                       | -     | -     | 34    | 12    | 0.35            |
| Tijuana · México                      | Total         | 34    | 12    | 0                | 0                | 0                       | 0                       | 0     | 0     | 34    | 12    | 0.35            |
| Racing Club Argentina                 | 2012-13       | 21    | 2     | 2                | 0                | 1                       | 0                       | -     | -     | 24    | 2     | 0.08            |
| Racing Club Argentina                 | Total         | 21    | 2     | 2                | 0                | 1                       | 0                       | 0     | 0     | 24    | 2     | 0.08            |
| Tigre Argentina                       | 2013-14       | 14    | 1     | -                | -                | -                       | -                       | -     | -     | 14    | 1     | 0.07            |
| Tigre Argentina                       | Total         | 14    | 1     | 0                | 0                | 0                       | 0                       | 0     | 0     | 14    | 1     | 0.07            |
| Argentinos Juniors Argentina          | 2014          | 7     | 0     | -                | -                | -                       | -                       | -     | -     | 7     | 0     | 0               |
| Argentinos Juniors Argentina          | Total         | 7     | 0     | 0                | 0                | 0                       | 0                       | 0     | 0     | 7     | 0     | 0               |
| Boca Unidos Argentina                 | 2014          | 16    | 4     | -                | -                | -                       | -                       | -     | -     | 16    | 4     | 0.25            |
| Boca Unidos Argentina                 | Total         | 16    | 4     | 0                | 0                | 0                       | 0                       | 0     | 0     | 16    | 4     | 0.25            |
| Aldosivi Argentina                    | 2015          | 27    | 9     | 1                | 0                | -                       | -                       | 3     | 3     | 31    | 12    | 0.39            |
| Aldosivi Argentina                    | Total         | 27    | 9     | 1                | 0                | 0                       | 0                       | 3     | 3     | 31    | 12    | 0.39            |
| Deportivo Cali · Colombia             | 2018          | 31    | 11    | 0                | 0                | 8                       | 3                       | -     | -     | 39    | 14    | 0.36            |
| Deportivo Cali · Colombia             | Total         | 31    | 11    | 0                | 0                | 8                       | 3                       | 0     | 0     | 39    | 14    | 0.36            |
| Total carrera                         | Total carrera | 582   | 246   | 54               | 27               | 92                      | 37                      | 8     | 3     | 736   | 315   | 0.43            |
| 1. 2.                                 |               |       |       |                  |                  |                         |                         |       |       |       |       |                 |

(*) Temporada 2019/20 completada con la Copa de la Liga Profesional 2020 luego de la suspensión por la pandemia por coronavirus.

### Partidos destacados
| Encuentros en los qué marcó tres o más goles | Encuentros en los qué marcó tres o más goles | Encuentros en los qué marcó tres o más goles | Encuentros en los qué marcó tres o más goles | Encuentros en los qué marcó tres o más goles | Encuentros en los qué marcó tres o más goles | Encuentros en los qué marcó tres o más goles |
| N°.                                          | Fecha                                        | Estadio                                      | Partido                                      | Goles                                        | Resultado                                    | Competición                                  |
| -------------------------------------------- | -------------------------------------------- | -------------------------------------------- | -------------------------------------------- | -------------------------------------------- | -------------------------------------------- | -------------------------------------------- |
| 1                                            | 30/08/2008                                   | Estadio Ciudad de Lanús                      | Lanús - Gimnasia y Esgrima (Jujuy)           |                                              | 3-2                                          | Apertura 2008                                |
| 2                                            | 06/04/2009                                   | Estadio Ciudad de Lanús                      | Lanús - Independiente                        |                                              | 5-1                                          | Apertura 2009                                |
| 3                                            | 05/04/2016                                   | Estadio 15 de Abril                          | Unión (Santa Fe) - Lanús                     |                                              | 0-4                                          | Primera División 2016                        |
| 4                                            | 02/04/2017                                   | Estadio Ciudad de Lanús                      | Lanús - Banfield                             |                                              | 4-2                                          | Primera División 2016-17                     |
| 5                                            | 08/06/2017                                   | Estadio Antonio Romero                       | Lanús - Sportivo Barracas                    |                                              | 5-1                                          | Copa Argentina 2016-17                       |
| 6                                            | 30/09/2017                                   | Estadio de Gimnasia de La Plata              | Gimnasia y Esgrima LP - Lanús                |                                              | 1-3                                          | Campeonato de Primera División 2017-18       |

Fuentes:RSSSF - TRANSFERMARKT

## Palmarés

### Campeonatos nacionales
| Título                           | Equipo      | País            | Año      |
| -------------------------------- | ----------- | --------------- | -------- |
| Primera División                 | River Plate | Argentina       | C - 2004 |
| Primera División                 | Lanús       | Argentina       | A - 2007 |
| Supercopa de los Emiratos Árabes | Al-Ain      | Emiratos Árabes | 2009     |
| Primera División                 | Lanús       | Argentina       | 2016     |
| Copa del Bicentenario            | Lanús       | Argentina       | 2016     |
| Supercopa Argentina              | Lanús       | Argentina       | 2016     |

### Distinciones individuales
| Distinción                                                | Año    |
| --------------------------------------------------------- | ------ |
| Máximo goleador de la Primera División (15 goles)         | A-2008 |
| Máximo goleador de la Primera División (13 goles)         | C-2009 |
| Máximo goleador de la Liga Árabe (24 goles)               | 2010   |
| Máximo goleador de la Liguilla Pre-Sudamericana (3 goles) | 2015   |
| Máximo goleador de la Primera División (15 goles)         | 2016   |
| Goleador de la Supercopa Argentina (1 gol)                | 2016   |
| Máximo goleador de la Copa Libertadores (9 goles)         | 2017   |
| Parte del Equipo Ideal de América                         | 2017   |
| Máximo Goleador histórico del Clásico del Sur             | 2017   |
| Parte del Equipo Ideal de la Copa Argentina               | 2019   |
| Máximo Goleador histórico del Club Atlético Lanús         | 2019   |
| Premio Konex - Diploma al Mérito: Fútbol en la Argentina  | 2020   |
| Parte del Equipo Ideal de la Copa Sudamericana            | 2020   |